# Alain Abbott
Alain Abbott est un compositeur français, né à Lille (Nord) le 15 septembre 1938. Il est accordéoniste. Il est un des fondateurs du Conservatoire municipal de musique de Fontenay-aux-Roses.

## Biographie
Alain Abbott a étudié au Conservatoire national supérieur de musique et de danse de Paris ainsi qu'à la Sorbonne. Il a obtenu plusieurs prix du Conservatoire et a été lauréat du Prix de Rome en 1968. C'est le second Grand Prix de sa carrière. Il est également agrégé de l'université[réf. nécessaire]. Il a été professeur de musique au collège Michelet, à Vanves.
Alain Abbott a adhéré à la Société des auteurs, compositeurs et éditeurs de musique (Sacem) en qualité de compositeur le 20 décembre 1965, puis en tant qu'auteur le 21 février 1973. Il est devenu sociétaire définitif le 9 avril 1981.

## Prix
(avril 2023).
Si vous disposez d'ouvrages ou d'articles de référence ou si vous connaissez des sites web de qualité traitant du thème abordé ici, merci de compléter l'article en donnant les références utiles à sa vérifiabilité et en les liant à la section « Notes et références ».
Dans la classe d'Olivier Messiaen, il obtient la même année le Prix Halphen de Composition (avec une œuvre qu’il interprète aux côtés du percussionniste Francis Brana et du pianiste Michel Beroff), le Prix de l'Institut de France et un Grand Prix de Rome,.

## Œuvres musicales
Son catalogue (790 œuvres au 1er octobre 2012) comprend des œuvres pour de nombreux instruments.
- Ondes Martenot (Proslambanomenos, enregistré par Tristan Murail, Transatlantiques)
- Piano (" LE CLUSTER BIEN TEMPERE", (Salabert,1982))[pas clair]
- Accordéon de concert (27 préludes, 4 concertos, de nombreuses transcriptions...)
- Contrebasse (une pièce pour le concours du CNSM de Paris)
- Violoncelle (Là-bas, la mer…, Billaudot)
- Quatuor de saxophones
- Flûte traversière
- Flûte à bec
- Orchestre symphonique
- Clavecin (Concerto à la mémoire de M. de Falla)
- Opéra (Clown's affairs, donné à la télévision en 1983)
- Percussions (Vibrations modales, dédiées à la mémoire d’Olivier Messiaen)

Sa partition Les Nombres invisibles pour orchestre symphonique a été créée à l’Opéra-Comique.

## Ouvrages pédagogiques
(avril 2023).
Si vous disposez d'ouvrages ou d'articles de référence ou si vous connaissez des sites web de qualité traitant du thème abordé ici, merci de compléter l'article en donnant les références utiles à sa vérifiabilité et en les liant à la section « Notes et références ».
Il est l’auteur de nombreux ouvrages pédagogiques.
Depuis 2005, il se consacre à la littérature pédagogique pour le piano ; il écrit 57 études d’après Frédéric Chopin, des recueils consacrés à la technique pianistique (500 exercices en 25 volumes), de très nombreuses transcriptions d’œuvres de Jean-Sébastien Bach, etc.) et des ouvrages pour l’étude de l’écriture (53 Textes d’harmonie, Delatour ).
Il a donné des concerts et conférences dans plusieurs pays. Il a participé à la création de l’opéra La Vera Storia de Luciano Berio à l’Opéra de Paris et de Florence.
Alain Abbott s’intéresse à la musicologie. Il a fait les révisions des concertos de M. Corette (éditions Billaudot), des sonates pour violon et guitare de Paganini (éditions Combre), des études de Bertini dont il a entrepris la publication intégrale (Delatour), de Lefébure-Wély, de certaines œuvres de K. Czerny peu connues, de nombreuses études de Concone (éditions Delatour), des mazurkas de Chopin (édition critique), des ouvertures de G. F. Handel d'après l'édition 1756, d'une anthologie Scriabine ; il a assuré la révision et la réalisation des 14 Toccate de Cotumacci, une réédition de sonates de Cramer, etc.
En 1974, il fonde le Conservatoire municipal de musique de Fontenay-aux-Roses.